# Molly Urquhart
Pour les articles homonymes, voir Urquhart.
Mary Sinclair « Molly » Urquhart, née le 21 janvier 1906 à Glasgow (Écosse), ville où elle est morte le 6 octobre 1977, est une actrice écossaise.

## Biographie
Molly Urquhart débute au théâtre vers 1930 et joue notamment en sa ville natale, entre autres au Citizens Theatre, par exemple dans Hedda Gabler d'Henrik Ibsen (1945), Le Tartuffe ou l'Imposteur de Molière (1951, avec Andrew Keir), ou encore L'Invitation au château de Jean Anouilh (1956).
Au cinéma, elle contribue à dix-neuf films (majoritairement britanniques), le premier sorti en 1949. Cinq d'entre eux sont réalisés par Fred Zinnemann, dont Au risque de se perdre (1959, avec Audrey Hepburn et Peter Finch), Et vint le jour de la vengeance (1964, avec Gregory Peck et Anthony Quinn) et Julia (avec Jane Fonda et Vanessa Redgrave), son dernier film sorti en 1977 (année de sa mort, à 71 ans).
Mentionnons également Rapt de Charles Crichton (1952, avec Dirk Bogarde et Kay Walsh) et Contre une poignée de diamants de Don Siegel (1974, avec Michael Caine et Donald Pleasence).
Pour la télévision britannique, dès 1948 (première apparition à l'écran) et jusqu'en 1978 (diffusion après sa mort), Molly Urquhart apparaît dans cinq téléfilms et vingt-sept séries, le tout souvent d'origine théâtrale.

## Théâtre (sélection)

### À Glasgow
- 1931 : Solness le constructeur (The Master Builder) d'Henrik Ibsen
- 1944 : A Comedy of Good Evil de Richard Hughes ; Bull Market de John Boynton Priestley
- 1945 : Hedda Gabler d'Henrik Ibsen ; Le Revizor (The Government Inspector) de Nicolas Gogol
- 1946 : A Babble of Green Fields d'Anna Louise Romoff ; Fanny's First Play de George Bernard Shaw
- 1948 : Jane de S. N. Behrman
- 1949 : Love in Albania d'Eric Linklater (+ tournée)
- 1951 : Le Tartuffe ou l'Imposteur (Tartuffe) de Molière, adaptation de Miles Malleson
- 1952 : Green Cars Go East de Paul Vincent Carroll ; The Anatomist de James Bridie
- 1956 : Beneath the Wee Red Lums de T. M. Watson ; L'Invitation au château (Ring Round the World) de Jean Anouilh, adaptation de Christopher Fry ; La Charrette de pommes (The Apple Cart) de George Bernard Shaw ; La Marieuse (The Matchmaker) de Thornton Wilder ; These Our Actors de John Boynton Priestley
- 1965 : A Scrape o' the Pen de David Kirk

### À Édimbourg
- 1947 : Dr. Angelus de James Bridie (+ tournée)
- 1948 : L'Agréable Satire des trois États (Ane Satyre of the Thrie Estaites ou The Three Estates) de David Lyndsay, adaptation de Robert Kemp, mise en scène de Tyrone Guthrie
- 1959 : The Coast of Coromandel de J. M. Sadler

### À Londres
- 1945 : The Forrigan Reel de James Bridie, mise en scène d'Alastair Sim
- 1948 : The Anatomist de James Bridie
- 1952 : The Mortimer Touch d'Eric Linklater

## Filmographie

### Cinéma (sélection)
- 1950 : Portrait of Clare de Lance Comfort : Thirza
- 1951 : L'amour mène la danse (Happy Go Lovely) de H. Bruce Humberstone : l'assistante de Mme Amanda
- 1952 : Rapt (Hunted) de Charles Crichton : la serveuse
- 1955 : Geordie de Frank Launder : la mère de Geordie
- 1956 : Peine capitale (Yield to the Night) de J. Lee Thompson : la geôlière Mason
- 1957 : Toubib en liberté (Doctor at Large) de Ralph Thomas : Mme Ives
- 1959 : Au risque de se perdre (The Nun's Story) de Fred Zinnemann : Sœur Augustine
- 1960 : Horizons sans frontières (The Sundowners') de Fred Zinnemann : Mme Bateman
- 1960 : The Big Day de Peter Graham Scott : Mme Deeping
- 1964 : Et vint le jour de la vengeance (Behold a Pale Horse) de Fred Zinnemann : une infirmière
- 1966 : Un homme pour l'éternité (A Man for All Seasons) de Fred Zinnemann : une servante
- 1973 : Digby (Digby, the Biggest Dog in the World) de Joseph McGrath : Tante Ina
- 1974 : Contre une poignée de diamants (The Black Windmill) de Don Siegel : Margaret
- 1977 : Julia de Fred Zinnemann : la femme éconduisant Lillian à Londres

### Télévision

#### Séries (sélection)
- 1957-1958 : The Royalty, saison 1 (4 épisodes) et saison 2 (1 épisode) : Jessie
- 1963 : Suspense, saison 2, épisode 3 One Step from the Pavement de Waris Hussein : Mme Adams
- 1965 : The Flying Swan, saison unique, 22 épisodes : Jessie McDonald
- 1967-1968 : The Very Merry Widow, saisons 1 et 2 (intégrale en 13 épisodes) :  Mme Frayle
- 1969 : The Flaxton Boys, saison 1, 10 épisodes : Flora
- 1974 : Shoulder to Shoulder, saison unique, épisode 2 Annie Kenney de Waris Hussein : Mary
- 1977 : Miss Jones and Son, saison 1, épisode 4 For What We Are Not About to Receive... : Mme McNab

#### Téléfilms (intégrale)
- 1948 : Dr. Angelus (adaptation de la pièce éponyme) : Jeanie
- 1949 : The Anatomist (adaptation de la pièce éponyme) : Mary Paterson
- 1959 : Spindrift : Seonnaid MacMillan
- 1962 : The Slaughter of St. Theresa's Day : Sœur Mary Luke
- 1978 : You're a Good Boy, Son de Roger Tucker : Florrie